# Adèle-Anaïs Toudouze
Adèle-Anaïs Toudouze, née Adèle-Anaïs Colin à Paris le 22 mars 1822 et morte dans la même ville le 15 août 1899, est une artiste peintre et une illustratrice de mode française.

## Biographie
Adèle-Anaïs Colin naît dans l'ancien 4e arrondissement de Paris le 22 mars 1822, la fille du peintre et lithographe Alexandre Colin (1798-1875) et de Marie Joseph Juhel (1796-1837), également artiste peintre.
Le 11 octobre 1845, elle épouse Gabriel Toudouze (1811-1864) dont elle aura trois enfants : l'écrivain Gustave Toudouze ainsi qu'Isabelle et Édouard, tous deux peintres. Elle signe ses œuvres « Anaïs Colin », puis après son mariage « Anaïs Toudouze ».
Elle travaille pour de nombreux magazines de mode qui deviennent très populaires dans le courant du milieu du XIXe siècle, dont Le Follet, Le Conseiller des Dames et des Demoiselles et La Mode illustrée.
Adèle-Anaïs Toudouze meurt dans le 9e arrondissement de Paris le 15 août 1899. Elle est enterrée dans la tombe de son mari au cimetière de L'Haÿ-les-Roses.

## Œuvres dans les collections publiques
États-Unis
- Houston, musée des Beaux-Arts[5].
- New-York : Metropolitan Museum of Art[6]

France
- Paris, musée des Arts décoratifs[7].

Grande-Bretagne
- Londres, National Portrait Gallery[8].

Pays-Bas
- Amsterdam, Rijksmuseum Amsterdam[9].

Illustrations d'Adèle-Anaïs Toudouze
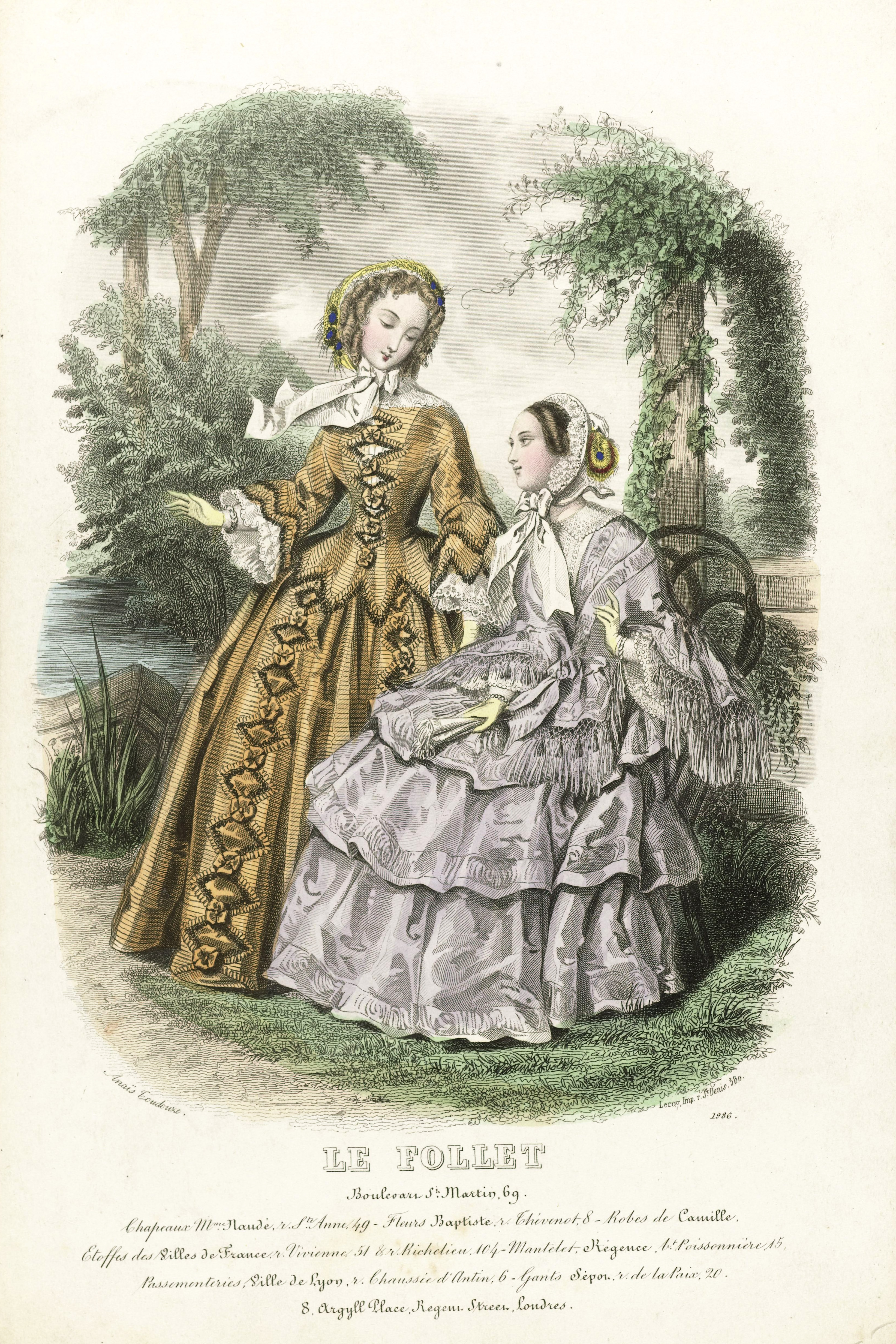
Chapeaux Mme Naudé… (1855), publié dans Le Follet.
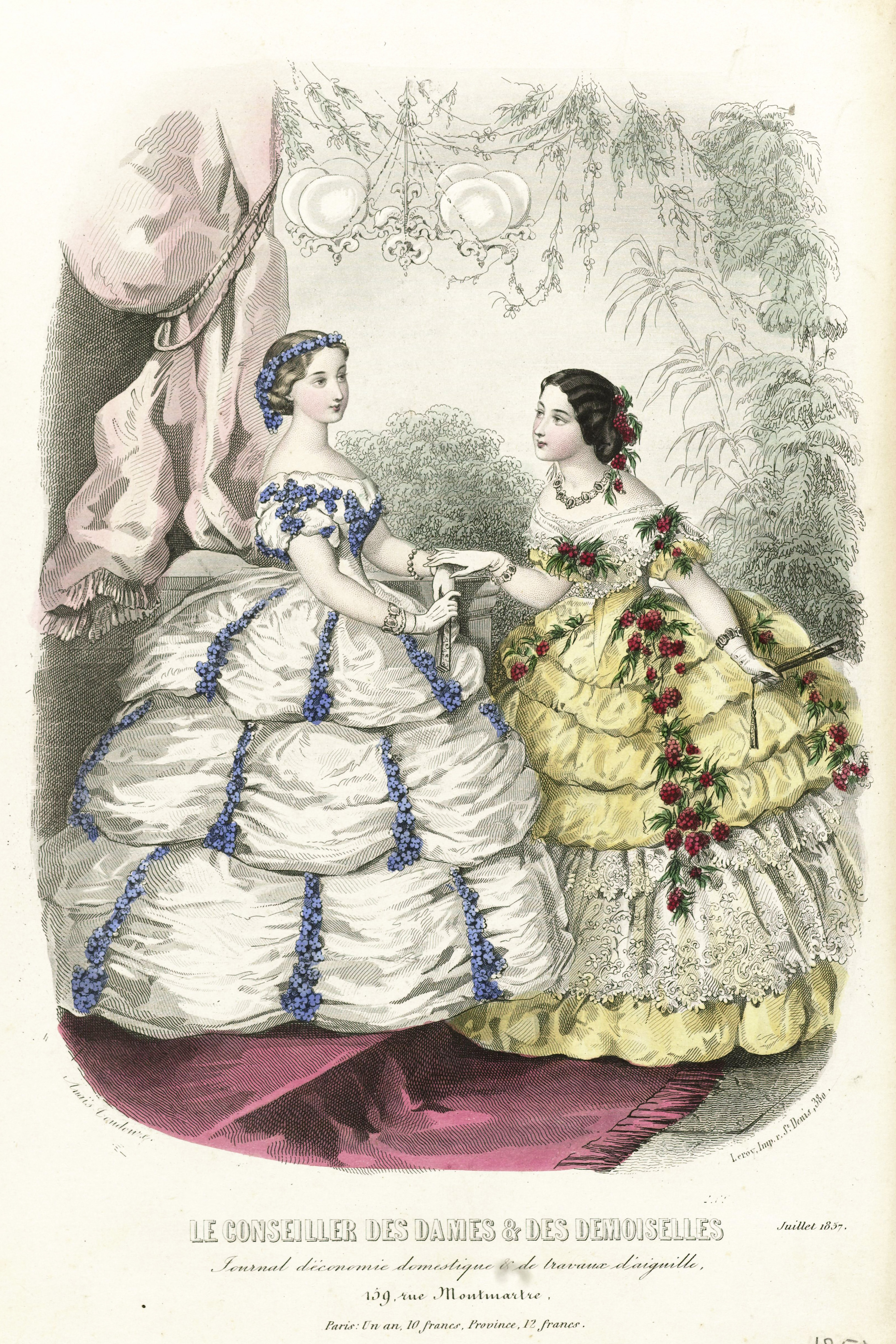
Gravure publiée dans Le Conseiller des dames et des demoiselles (1857).
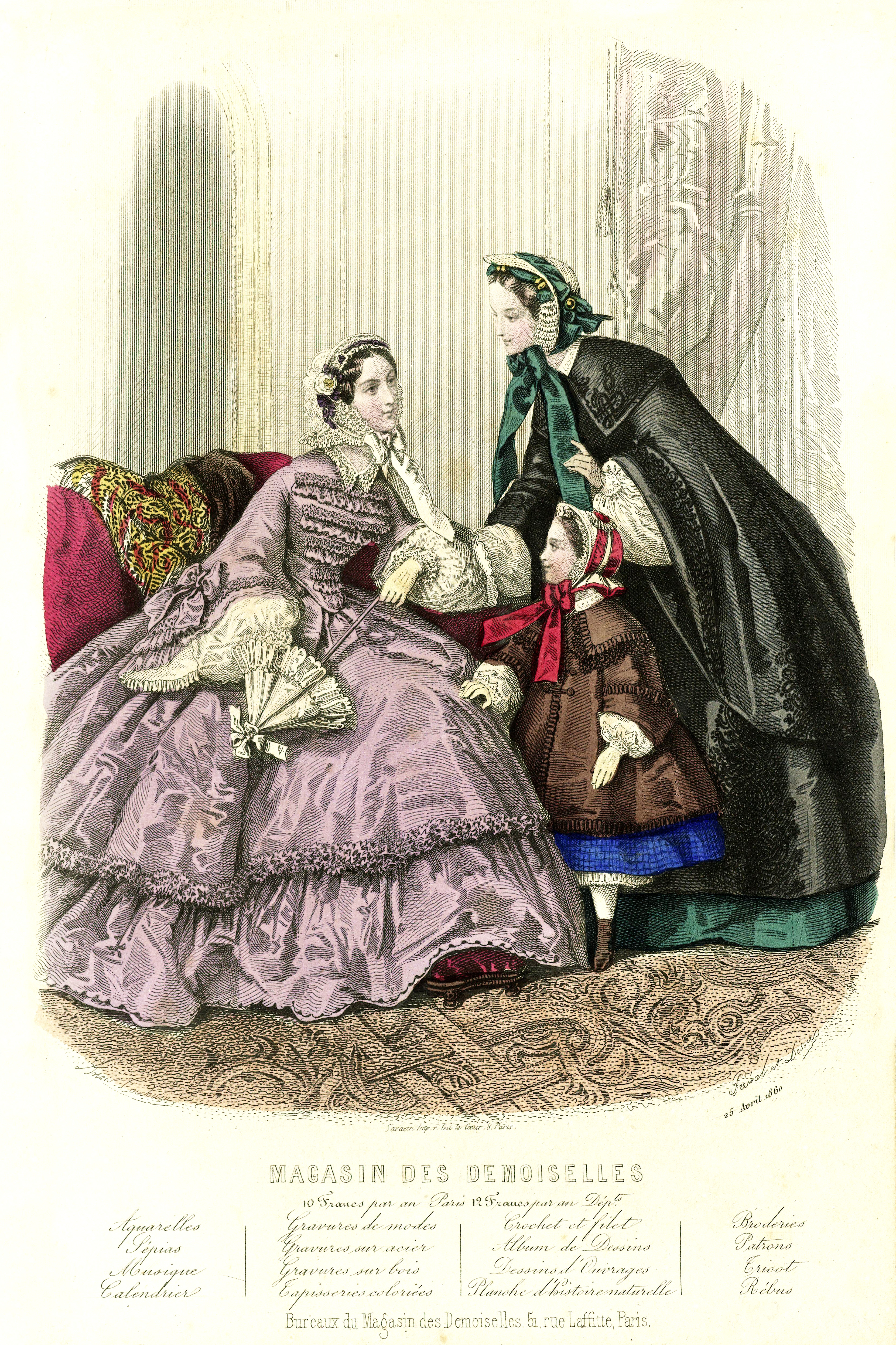
Gravure publiée dans le Magasin des demoiselles (1860).
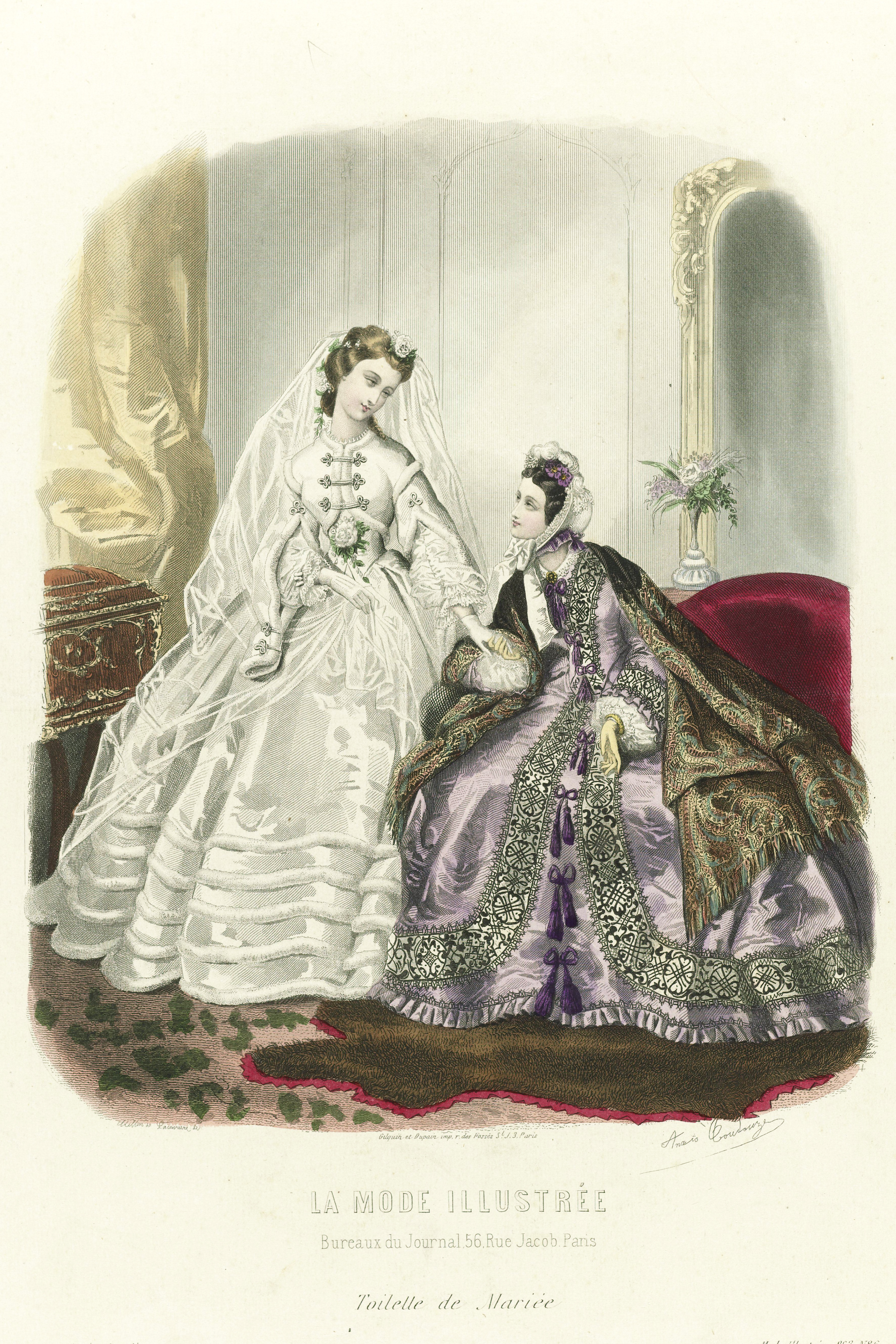
Toilette de mariée (1863), publié dans La Mode illustrée.
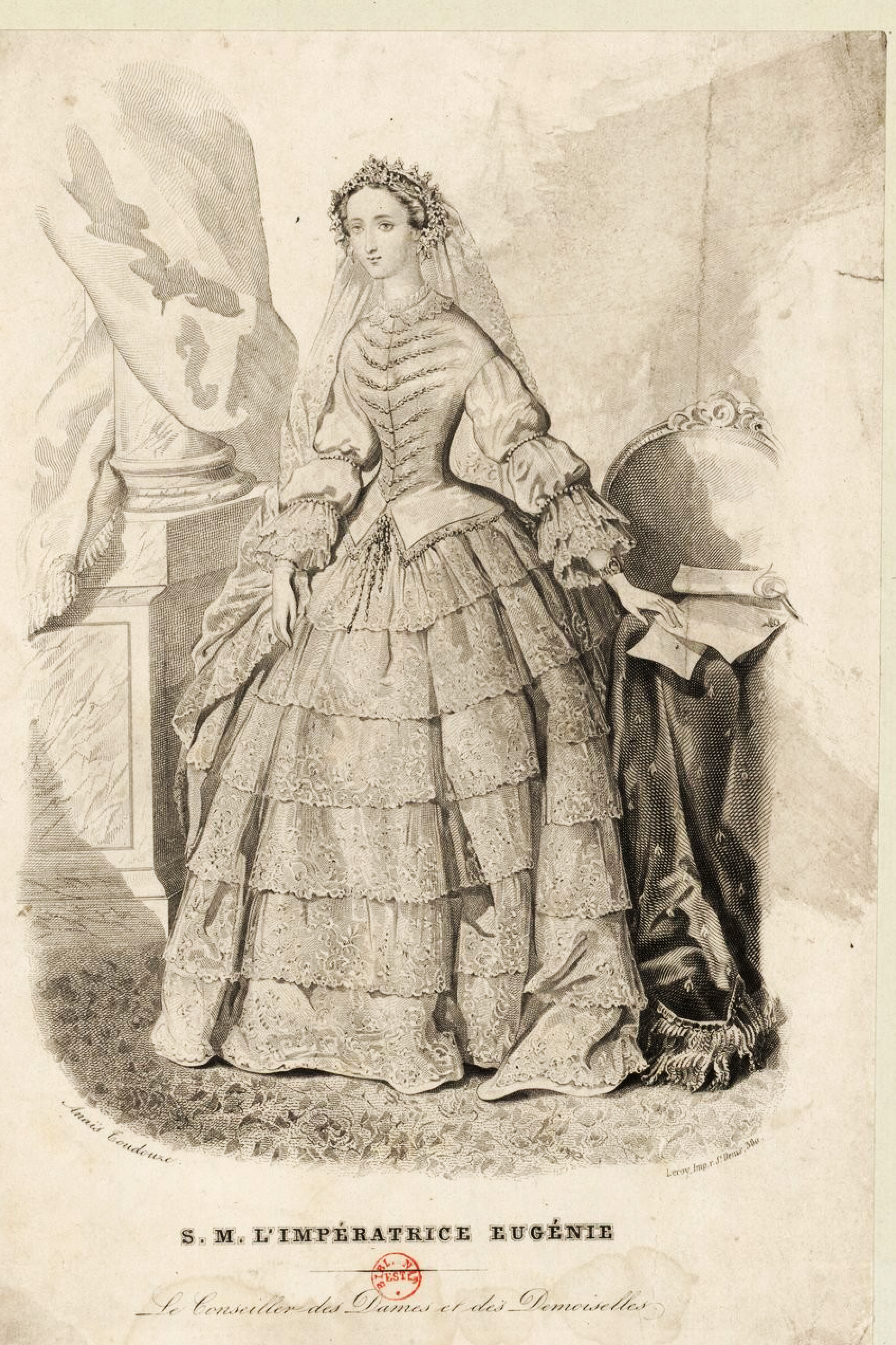
S.M. l'Impératrice Eugénie, publié dans Le Conseiller des Dames et des Demoiselles.